# Moriscos (Salamanca)
Moriscos és un municipi de la província de Salamanca a la comunitat autònoma de Castella i Lleó. Limita al Nord-oest amb Castellanos de Moriscos, al Nord-est amb Gomecello, a l'Est amb Aldearrubia, al Sud-est amb Aldealengua, al Sud-oest amb Cabrerizos i a l'Oest amb Villares de la Reina.

## Demografia
| 1991 | 1996 | 2001 | 2004 |
| ---- | ---- | ---- | ---- |
| 131  | 143  | 111  | 121  |